# أحمد كشكش
أحمد كشكش (بالإنجليزية: Ahmed Keshkesh) (مواليد 9 مارس 1984 في غزة) لاعب كرة قدم فلسطيني دولي يجيد اللعب في مركز الوسط . يلعب حاليا لصالح مركز شباب الأمعري المحلي منذ سنة 2011.